# Dixa pulchripennis
Dixa pulchripennis är en tvåvingeart som beskrevs av Stackelberg 1948. Dixa pulchripennis ingår i släktet Dixa och familjen u-myggor. Inga underarter finns listade i Catalogue of Life.